# 瀬良明
瀬良 明（、1912年〈大正元年〉10月14日 - 没年不詳）は、日本の俳優。岡山県児島郡味野町出身。本名は渡辺 章（）。

## 来歴・人物
広島県立福山誠之館中学を経て大阪外国語学校スペイン語部を卒業。
1935年（昭和10年）、大阪共同劇団の創立に参加し、久板栄二郎作『断層』や真船豊作『裸の町』などの舞台に出演。1939年（昭和14年）、今井正監督の『沼津兵学校』で映画初出演。劇団解散後の1941年（昭和16年）、大阪放送劇団創立に参加するが、翌1942年（昭和17年）に退団、上京して瑞穂劇団に参加し、終戦まで移動演劇を続けた。
戦後、大阪共同劇団出身であった田中友幸の誘いにより東宝の専属となり、黒澤明監督の『生きる』を始め多くの映画に出演。地味で渋いタイプを身上に気の弱い万年ヒラ社員といった役どころを中心に活躍した。後にフリーとなり、1960年代以降はテレビドラマにも活躍の場を広げた。1980年（昭和55年）以降の消息は不明。
妻は元女優の葵令子で、築地座を経て松竹下加茂撮影所に入社し、衣笠貞之助監督の『雪之丞変化』などに出演した人物である。二人の間に一女をもうけている。

## 出演作品

### 映画
- 宮本武蔵（日活） - 研師耕介
  - 草分の人々・栄達の門（1940年）
  - 剣心一路（1940年）
- 鶴と子供たち（1948年、東宝教育） - 郵便屋
- ジャコ万と鉄（1949年、東宝） - 漁夫
- りんご園物語（1950年、東宝教育）
- 女の四季（1950年、東宝）
- 暴力の街（1950年） - 小山
- あなたは守られている（1951年、東京発声） - 人権擁護委員
- 港へ来た男（1952年、東宝）
- 生きる（1952年、東宝） - 市役所職員
- 坊つちやん（1953年、東宝） - うらなり
- 天晴れ一番手柄 青春銭形平次（1953年、東宝） - ある店の主人
- 続思春期（1953年、東宝） - 善助の父
- 青色革命（1953年、東宝） - 世話人
- 太平洋の鷲（1953年、東宝） - 労働者甲[8]
- プーサン（1953年、東宝） - 店主[注釈 3]
- 愛人（1953年、東宝） - ホールの客
- ゴジラシリーズ（東宝）
  - ゴジラ（1954年） - 国会議員[3][7][9][注釈 3]
  - ゴジラの逆襲（1955年） - 海洋漁業社員[10][9][注釈 3]
- 透明人間（1954年、東宝） - 焼鳥屋台の親爺[11]
- 芸者小夏（1954年、東宝） - お米の情人
- 宮本武蔵（1954年、東宝） - 村人
- 浮雲（1955年、東宝） - 太田金作
- 獣人雪男（1955年、東宝） - 松井[8]
- ジャンケン娘（1955年、東宝） - 桑原先生
- 青い果実（1955年、東宝） - 保育園長
- 新鞍馬天狗 夕立の武士（1955年、東宝） - 左官松吉
- 妻の心（1956年、東宝） - 田村
- 囚人船（1956年、東宝） - 海上刑務所指導者
- 愛情の決算（1956年、東宝） - 雑誌社社員
- ロマンス娘（1956年、東宝） - デパートの課長
- 眠狂四郎無頼控シリーズ（東宝）
  - 眠狂四郎無頼控（1956年） - 室矢淳堂
  - 眠狂四郎無頼控 魔剣地獄（1958年） - 佐々木甚内
- 忘却の花びら（1957年、東宝） - 私服
- 大番シリーズ（東宝）
  - 大番（1957年） - 店員大河原
  - 続大番 風雲篇（1957年）
- あらくれ（1957年、東宝） - 作太郎
- 森繁の僕は理容師（1957年、東宝） - 新聞記者
- 智恵子抄（1957年、東宝） - 三治
- 負ケラレマセン勝ツマデハ（1958年、東宝） - 税務署員
- 弥次喜多道中記（1958年、東宝） - 宿の番頭
- 結婚のすべて（1958年、東宝） - マリ子の父
- 変身人間シリーズ
  - 美女と液体人間（1958年、東宝） - 堀田[8]（第二竜神丸船員[3][4]）
  - 電送人間（1960年、東宝） - 源三[8]
- 大怪獣バラン（1958年、東宝） - 岩屋部落の神主[2][5]
- 駅前旅館（1958年、東宝） - 刑事
- 裸の大将（1958年、東宝） - ラジオを聴く男
- 暗黒街の顔役（1959年、東宝） - 村上刑事
- こだまは呼んでいる（1959年、東宝） - 妊婦の夫
- コタンの口笛（1959年、東宝）
- 或る剣豪の生涯（1959年、東宝） - 太田幸助
- 野獣死すべし（1959年、東宝） - 岡田刑事
- 独立愚連隊（1959年、東宝） - 山岡少尉
- 日本誕生（1959年、東宝） - 足名椎[8]
- 暗黒街の対決（1960年、東宝） - 泣き上戸
- 女が階段を上る時（1960年、東宝） - 水谷
- 濹東綺譚（1960年、東京映画） - 刑事風の男
- がめつい奴（1960年、東宝） - 浪之丞
- みな殺しの歌より 拳銃よさらば!（1960年、東宝）
- モスラ（1961年、東宝） - インファント島島民[5][注釈 3]
- 太平洋戦争と姫ゆり部隊（1963年、大蔵映画）
- 女の一生（1967年、松竹） - 杉山藤助
- 兄弟仁義 関東兄貴分（1967年、東映） - 宗兵衛
- 超高層のあけぼの（1969年、日本技術映画社） - 道子の父
- 砂の器（1974年、松竹） - 伊勢の旅館「扇屋」主人
- 動乱（1980年、東映） - 犬養毅首相

### テレビドラマ
- 東芝土曜劇場（CX）
  - 第11話「失敗」（1959年）
  - 第21話「おしくらまんじゅう」（1959年）
  - 第28話「誤算」（1959年）
  - 第80話「むしけら」（1960年）
  - 第83話「陥穽」（1960年）
  - 第86話「失われた特別休暇」（1960年）
  - 第112話「渇いた牙」（1961年）
- 文芸劇場 / 坊つちやん（1960年、NET） - うらなり
- 雑草の歌 第145話「わたしは忘れない モンテルンバの灯」（1961年、KR）
- テレビ劇場 / 山鳩の宿（1961年、NHK）
- 松本清張シリーズ・黒の組曲 第31話「典雅な姉弟」（1962年、NHK）
- 夫婦百景（NTV）
  - 第237話「先生女房」（1962年）
  - 第303話「うぐいす」（1964年）
  - 第306話「走れ!夫婦」（1964年）
- 浪曲ドラマ / 盤獄の一生（1963年、NHK）
- 短い短い物語（NET）
  - 第84話「ありがとう感謝します」（1963年）
  - 第95話「開業」（1963年）
- ダイヤル110番（NTV）
  - 第280話「二人に屋根はない」（1963年）
  - 第289話「大阪連続放火事件」（1963年）
  - 第314話「孤絶の島」（1963年）
  - 第326話「土曜日の午後」（1963年）
  - 第356話「猫騒動てんまつ記」（1964年）
  - 第358話「家出」（1964年）
- 事件記者（NHK）
  - 第295話「血痕」（1964年）
  - 第331話「極秘捜査」（1964年）
  - 第364話「のら犬」（1965年）
  - 第383話「なだれ」（1965年）
- 何処へ（1966年、NTV） - 阪本先生
- 三匹の侍（CX）
  - 第4シリーズ 第21話「復讐」（1967年） - 弥衛門
  - 第5シリーズ 第10話「白疾風」（1967年） - 伝兵衛
  - 第6シリーズ 第5話「浪人志願」（1968年） - 吾兵衛
  - 第6シリーズ 第21話「女代官」（1969年） - 用人
- NHK大河ドラマ（NHK）
  - 竜馬がゆく（1968年） - 辻曹将
  - 風と雲と虹と（1976年） - 民人、老人
  - 獅子の時代（1980年） - 官軍兵
- 戦え! マイティジャック 第20話「宇宙忍者をあばき出せ」（1968年、CX） - 医師
- 怪奇大作戦 第10話「死を呼ぶ電波」（1968年、TBS） - 小山内久市
- 河童の三平 妖怪大作戦 第9話「最後の吸血鬼」（1968年、NET） - 吸血鬼
- 怪盗ラレロ（1968年 - 1969年、NTV） - 中上虎太郎
- お嫁さん 第6シリーズ（1969年、CX） - 農家の浦さん
- 旅がらすくれないお仙 第46話「死んだって、思っただけよ」（1969年、NET）
- ブラックチェンバー 第11話「可愛い女と危険な女」（1969年、CX）
- 丹下左膳 第10話「スタコラ逃げるが勝ちの巻」（1970年、NET） - 作左衛門
- 鬼平犯科帳 第1シリーズ（NET / 東宝）
  - 第23話「罪（つみ）」（1970年3月10日）- 寿司幸の親爺
  - 第42話「恋文」（1970年7月21日、NET / 東宝） ‐ 喜八
  - 第51話「艶婦の毒」（1970年9月22日、NET / 東宝） - 柏屋四郎助
- 柳生十兵衛 第16話「三九郎故郷へ帰る」（1970年、CX） - 与左衛門
- 天皇の世紀 第4話・第5話（1971年、ABC） - 小林良典
- ナショナルゴールデン劇場 / 葦の浮舟（1971年、NET）
- 人形佐七捕物帳 第12話「鶴の千番」（1971年、NET） - 千柳
- 大忠臣蔵（1971年、NET） - 筆安東庵
- おんな組アクション控 第7話「のぞきはダメよ」（1972年、12CH） - 嘉平治
- 鬼平犯科帳 第2シリーズ 第25話「礼金二百両」（1972年、NET / 東宝） - 喜兵衛
- 恐怖劇場アンバランス 第5話「死骸を呼ぶ女」（1973年、CX） - 駐在
- 前略おふくろ様 第2シリーズ 第7話・第12話（1976年、NTV） - 組頭
- 伝七捕物帳
  - 第109話 「舞い降りた鶴」（1976年、NTV）- 松前屋
  - 第141話「懺悔に咲いた父娘舟」（1977年、NTV） - 老人
- 大江戸捜査網 （12ch）
  - 第115話「隠密同心射たれる!」（1973年）
  - 第263話「ふたり隠密華麗に参上」（1976年） - 岩田屋
- 日本の戦後 第8話「審判の日 極東国際軍事裁判」（1977年、NHK） - 荒木貞夫
- 大都会 PARTII 第14話「切れたザイル」（1977年、NTV）
- 若さま侍捕物帳 第13話「参上!! 赤い影法師」（1978年、NET / 国際放映） - 方丈
- 白い巨塔（1978年、CX） - 繊維問屋組合の幹部
- 熱中時代・先生編 第1シリーズ 第21話「人情タコ焼き先生」（1979年、NTV） - 古本屋の主人
- てだのふあ・おきなわ亭（1979年、MBS） - ろくさん
- ザ・スーパーガール 第29話「全裸殺人・謎のマッサージ師」（1979年、12ch / 東映） - 住職
- 水戸黄門 第10部 第21話「じゃじゃ馬娘はお医者様 -岩村-」（1980年、TBS / C.A.L） - 吾平
- ミラクルガール 第16話「怪奇・美女惨殺の館」（1980年、12ch / 東映） - 藤崎総業社長・藤崎